# Reinhard Bögle
Reinhard Bögle (* 1952) ist ein deutscher Erziehungswissenschaftler, Yogalehrer und Autor.

## Leben
Seit 1970 beschäftigte sich Bögle mit  Yoga und studierte Erziehungswissenschaften mit dem Schwerpunkt Erwachsenenbildung. Die ersten Hatha-Yoga-Kurse gab er an der Münchner Volkshochschule. Am Yoga-Forum München ist Bögle seit 1990
verantwortlich für die Yoga-Lehrerausbildung.

## Yoga nach der Marma-Lehre
Bögle erklärt die Wirkungsweise von Yoga mit der Marma-Lehre und steht damit in der Tradition von T. Krishnamacharya und B. K. S. Iyengar. Sein Ansatz geht von 107 Marmas verteilt auf den ganzen menschlichen Körper aus, die bereits in alten Ayurvedatexten beschrieben wurden.
Die 107 Marmas werden fünf Gruppen aufgeteilt:
- Blutgefäß-Marmas
- Gelenk-Marmas
- Knochen-Marmas
- Muskel-Marmas
- Sehnen-Marmas

## Werke (Auswahl)
- Yoga. Oesch, Zürich  1991
- Das grosse Yoga-Buch. Humboldt, München 1993
- Erfolgsfaktor Gesundheit. Haupt, Bern  2000
- Im Einklang mit dem inneren Mond: 28-Tage-Yoga für Frauen. Knaur, 2002.
- Frauen-Yoga. Heyne, München 2005
- Praxisbuch Ayurveda-Yoga. Südwest, München 2007